# Janusz Kamiński
Janusz Zygmunt Kamiński (Ziębice, 27 juni 1959) is een Pools cameraman en winnaar van twee Oscars voor beste camerawerk met de films Schindler's List in 1994 en Saving Private Ryan in 1999.

## Biografie
Kamiński emigreerde op zijn 21ste naar de Verenigde Staten. Hij studeerde tussen 1982 en 1987 aan de Columbia College Chicago, waar hij afstudeerde  met een Bachelor of Arts. In 1987 behaalde hij aan het American Film Institute een Master of Fine Arts. Samen met kamergenoot Mauro Fiore tijdens zijn studie in Chicago begon hij zijn carrière in 1988 als gaffer aan de film Not of This Earth van filmproducent Roger Corman. Na een aantal lowbudgetfilms als cameraman werd hij in 1993 door Steven Spielberg ingehuurd als director of photography voor de film Schindler's List. Dit filmsucces leverde hem de positie van vaste cameraman op voor Spielberg. In de periode 1994 tot en met 2006 was hij ook lid van de American Society of Cinematographers. Kamiński was ook driemaal regisseur met de speelfilms Lost Souls (2000), Hania (2007) en American Dream (2021). In totaal won Kamiński 33 filmprijzen en ontving hij 61 nominaties.

## Privéleven
In mei 1995 tot en met december 2001 was Kamiński getrouwd met de Amerikaanse actrice Holly Hunter. In januari 2004 trouwde hij met de Canadese filmproducent Rebecca Rakin.

## Filmografie
- 1990: Grim Praire Tales: Hit the Trail... to Terror
- 1990: The Rain Killer
- 1991: The Terror Withhin II
- 1991: Pyrates
- 1991: Cool as Ice
- 1991: Killer Instinct
- 1992: All the Love in the World
- 1993: Trouble Bound
- 1993: The Adventures of Huck Finn
- 1993: Mad Dog Coll
- 1993: Schindler's List
- 1994: Little Giants
- 1995: Tall Tale
- 1995: How to Make an American Quilt
- 1996: Jerry Maguire
- 1997: The Lost World: Jurassic Park
- 1997: Amistad
- 1998: Saving Private Ryan
- 2001: A.I.: Artificial Intelligence
- 2002: Minority Report
- 2002: Catch Me If You Can
- 2004: The Terminal
- 2005: War of the Worlds
- 2005: Munich
- 2007: Le Scaphandre et le Papillon
- 2007: Hania
- 2008: Indiana Jones and the Kingdom of the Crystal Skull
- 2009: Funny People
- 2010: How Do You Know
- 2011: War Horse
- 2012: Lincoln
- 2014: The Judge
- 2015: Bridge of Spies
- 2016: The BFG
- 2017: The Post
- 2018: Ready Player
- 2020: The Call of the Wild
- 2021: West Side Story
- 2022: The Fabelmans
- 2024: IF

## Academy Award-nominaties
- 1994: Schindler's List (gewonnen)
- 1998: Amistad
- 1999: Saving Private Ryan (gewonnen)
- 2008: Le Scaphandre et le Papillon
- 2012: War Horse
- 2013: Lincoln
- 2022: West Side Story